# عامر شهزاد
عامر شهزاد (انگلیسی: Aamer Shehzad؛ زادهٔ ۴ آوریل ۱۹۹۰) بازیکن کریکت است.
او اهل پاکستان است.